# ヘリコプターの操縦装置

ヘリコプターにおける操縦装置の配置

ヘリコプターのパイロットは、ヘリコプターの操縦装置を操作することにより、その飛行を制御する 。操縦系統の動きは、ローターへと機械的に伝えられ、ローター・ブレードに空力的効果を生じさせて、ヘリコプターを所望の方向に移動させる。前後に傾けたり（ピッチ）、左右に傾けたり（ロール）するためには、回転するメイン・ローター・ブレードの迎え角を操縦装置によって「サイクリック（周期的）」に変化させ、回転面の位置によって異なる大きさの揚力を生じさせる必要がある。ローター全体の揚力を増やしたり、減らしたりするためには、すべてのブレードの迎え角を操縦装置によって「コレクティブ（全体的）」に同量だけ変化させる必要があり、そうすることによって、上昇・下降および加速・減速を行うことができる。
ヘリコプターには、一般的に、サイクリック・スティック、コレクティブ・レバーおよびアンチトルク・ペダルの3種類の操縦装置が装備されている 。より複雑なヘリコプターにおいては、「ミキシング・ユニット」により、サイクリックおよびコレクティブが相互に連結されている場合もある。ミキシング・ユニットとは、双方の操縦装置からの入力を「ミックス（混合）」してから翼面に伝えることによって、所望の効果が得られるようにする機械装置または油圧装置である。ガバナー（調速機）を装備しない比較的小型のヘリコプターにおいては、ローター速度を手動で調節して一定に維持する必要があるため、手動スロットルも操縦装置の1つとして扱われる場合がある。ガバナーを装備しているヘリコプターにおいては、メイン・ローターのコレックティブ・ピッチを操作しても、ローター速度が自動的に調節されるため、より安定し、かつ正確な飛行が可能となっている。

## 操縦装置

### サイクリック

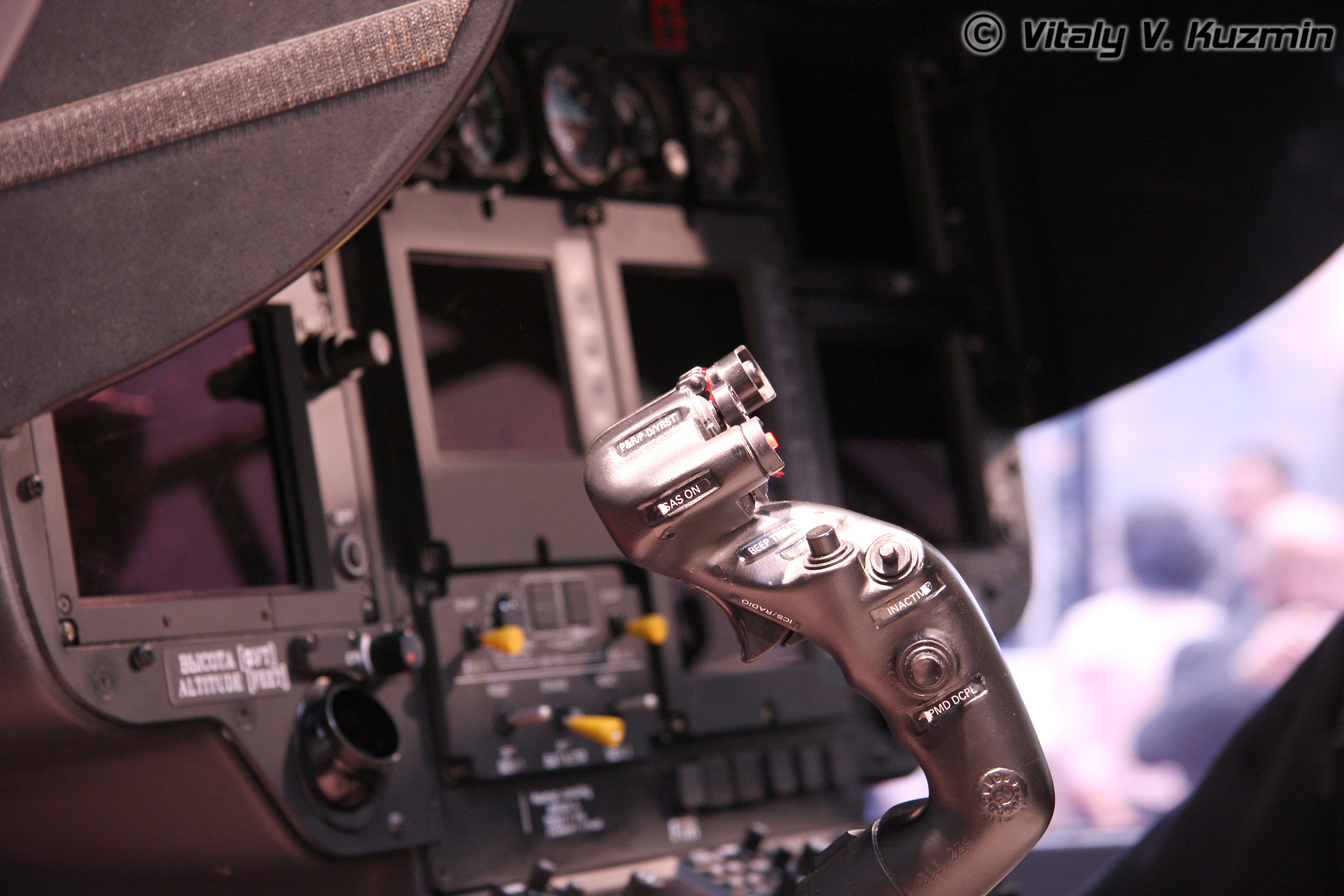
H145 のサイクリック・コントロール

サイクリック・コントロールは、一般的に「サイクリック・スティック」または単に「スティック」と呼ばれ、ほとんどのヘリコプターにおいては、固定翼機のコントロール・スティックと同じような形状をしている。サイクリック・スティックは、通常、各操縦席の前方に下から伸びるように配置されている。ロビンソンR22は、「シー・ソー型」のサイクリックを採用しており、2つの座席の間から伸びている柱の上端から左右に張り出した梁に握り部が取り付けられている。フライ・バイ・ワイヤ・システムを装備するヘリコプターにおいては、サイクリックに似た操縦装置を操縦席の横に配置することも可能である。
サイクリックは、メイン・ローターを制御し、ヘリコプターの移動方向を変化させるために用いられる。ホバリングにおいては、サイクリックによってヘリコプターの前後左右への移動を制御することができる。前進飛行においては、サイクリック・コントロールを動かすことによって、固定翼機と同じように飛行軌跡を変化させることができる。左右に動かすと、所望の方向に旋回するようにヘリコプターが傾き、前後に動かすとヘリコプターの機首が上下し、高度が変化（上昇または下降）する。
この操縦装置は、各メイン・ローターの機械的ピッチ角または「フェザリング・アングル」をローター回転の周期（サイクル）に応じて個別に変更するものであることから、サイクリックと呼ばれる。そのピッチ角は、各ブレードが回転周期の同じ場所を通過するときに同じ入射角になるように変更され、その場所でブレードが発生する揚力に変化をもたらすため、各ブレードは同じ場所を通過するときに次々と上下動することになる。パイロットがサイクリックを前に押すと、ローターは前に傾く。パイロットがサイクリックを右に動かすと、ローター・ディスクは右に傾く。

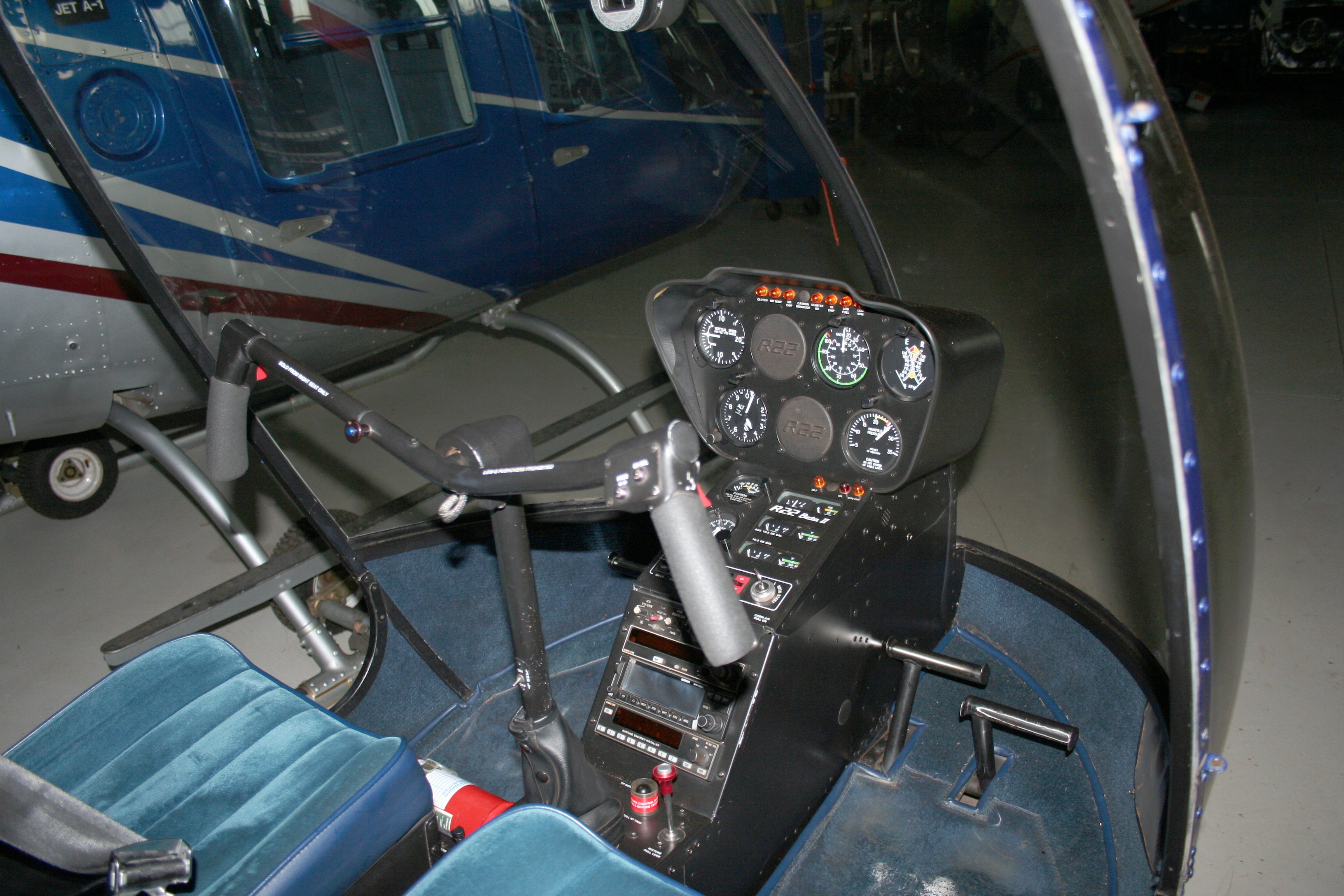
Robinson R22 のサイクリック・コントロール

いかなるローター・システムにおいても、ピッチ角を変更する位置とローター・ブレードの軌跡に所望の変化が生じる位置との間にはずれが生じる。このずれは、位相遅れによって生じるものである。この位相遅れは、ジャイロ効果と混同されやすい。ローターは、振動を律する法則に支配された振動系の1つであり、ローター・システムによっては、ジャイロと同じような挙動を示す場合もある。

### コレクティブ

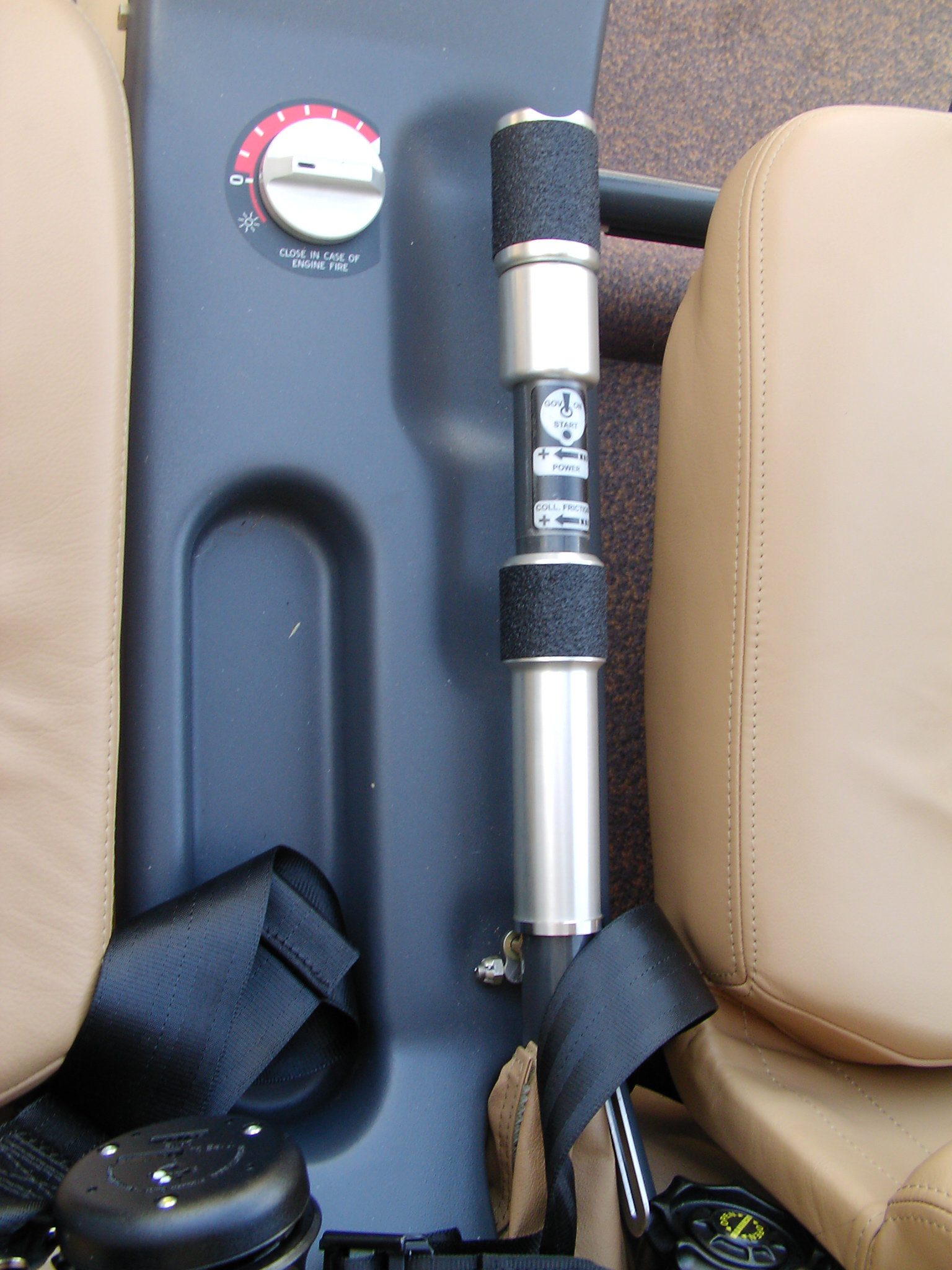
カブリG2 のコレクティブ・コントロール（上方から見た写真）

コレクティブ・ピッチ・コントロールまたは「コレクティブ・レバー」は、通常、操縦席の左側に配置され、パイロットの意図によらずに動いてしまうことを防止するためのフリクション・コントロールを装備している。コレクティブは、全てのメイン・ローター・ブレードのピッチ角をコレクティブ（全体的）に変更する。このため、コレクティブを操作すると、すべてのブレード角が等しく変化し、その結果、ローターが発生する推力が全体的に増加または減少する。水平飛行においては、この操作は上昇または降下をもたらすが、ヘリコプターが前方に傾いている場合は、全体的な推力の増加が所定の上昇に加えて加速を生じさせる。
ボーイングCH-47チヌークのコレクティブ・ピッチ・コントロールは、「スラスト・コントロール」と呼ばれ、2つのローター・システムを制御することによって、コレクティブと同じ働きをする。

### アンチトルク・ペダル
アンチトルク・ペダルは、固定翼機のラダーペダルと同じ位置に配置されており、固定翼機と同じく、機首の方向を制御する。ペダルを所望の方向に操作すると、テール・ローター・ブレードのピッチ角が変更され、その推力が増加または減少して、ペダルを押した方向へのヨー運動を生じさせる。  

### スロットル
ヘリコプターのローターは、一定の速度で回転することを前提に設計されている。「スロットル」は、トランスミッションを通じてローターを回転させているエンジンの出力を制御する。スロットルは、ローター速度が制限値内に保たれ、飛行に必要な推力を発生できるように、必要なエンジン出力を維持するように操作されなければならない。スロットル・コントロールの操作部は、コレクティブ・コントロールにオートバイと同じようなツイスト・グリップが単一または複数装備されていることが多い（回転方向は、オートバイのスロットルとは逆になっている）が、多発エンジン機においてはパワー・レバーが装備されることもある。
ピストン・エンジン機においては、パイロットがスロットルを操作して、ローター速度を一定にしなければならないものが多い。タービン・エンジン機やピストン・エンジン機の一部においては、ガバナーまたはその他の電子機械式コントロール・システムを用いることによってローター速度を維持するため、パイロットが常にスロットルを操作する必要がない。（ガバナーが故障した場合には、マニュアルで操作できるようになっていることが多い。）
| 名称                    | 直接制御                                                                           | 1次的効果                                                                                | 2次的効果 | 前進飛行時の使用                                                   | ホバリング時の使用                       |
| ----------------------- | ---------------------------------------------------------------------------------- | ---------------------------------------------------------------------------------------- | --- | ------------------------------------------------------------------ | ---------------------------------------- |
| サイクリック （縦方向） | メイン・ローター・ブレードのピッチ角を前後方向に変更する。                         | スワッシュプレートにより、メイン・ローター・ディスクを前後に傾ける。                     | ピッチ角を機首下げまたは機首上げに誘導する。 | 前進速度の調整およびロール旋回の制御を行う。                       | 前後方向に移動する。                     |
| サイクリック（横方向）  | メイン・ローター・ブレードのピッチ角を左右方向に変更する。                         | スワッシュプレートにより、メイン・ローター・ディスクを左右に傾ける。                     | 移動方向にロールするように誘導する。 | 横方向への移動を行う。                                             | 横に移動する。                           |
| コレクティブ            | スワッシュプレートを介して、メイン・ローター・ブレードの迎え角を集合的に変更する。 | 全てのメイン・ローター・ブレードのピッチ角を等しく増加／減少し、機体を上昇／下降させる。 | トルクを増加／減少させる。注：一部のヘリコプターでは、スロットル・コントロールがコレクティブに装備されている。ローター速度は、基本的に飛行間一定に保たれる。 | ローター・ブレードのピッチ角を変更することによりパワーを調節する。 | スキッド高さおよび垂直速度を調節する。   |
| アンチトルク・ペダル    | テール・ローター・ブレードのコレクティブ・ピッチを変更する。                       | ヨー・レート（ヨー方向の速度）を変更する。                                               | トルクおよびエンジン回転速度を増加／減少させる。（コレクティブよりも影響が小さい）                                                                           | サイドスリップ・アングルを調整する。                               | ヨー・レートおよびヘディングを制御する。 |

## 飛行状態
ヘリコプターの飛行状態には、ホバリング、前進飛行およびオートローテーションの3つがある。

### ホバリング
空中で停止すること。ヘリコプターの飛行状態において最も難しいのは、ホバリングであると考えるパイロットもいる 。なぜならば、ヘリコプターは、一般的に動的に不安定であり、パイロットの操作なしでは、所望の姿勢から逸脱した状態から回復することがないからである。このため、ヘリコプターを所望の位置に所望の姿勢で保持するためには、パイロットが常に操作・修正を行われなければならない。ホバリングにおけるパイロットの操縦装置の操作は、次のようになる。サイクリックは、水平面内のドリフト（前方、後方および側方への動き）を止めるために用いられる。コレクティブは、所望の高度を維持するために用いられる。テール・ローター（またはアンチトルク・システム）ペダルは、機首の方向（ヘディング）を制御するために用いられる。ホバリングの習得を困難にしているのは、これらのコントロールの相互作用である。どれか1つのコントロールを操作すると、他の2つを調整しなければならないことが多い。安定したホバリングを行うためには、コントロール入力のカップリングに精通することが必要である。

### 前進飛行
前進飛行においては、ヘリコプターの操縦系統は、固定翼機のそれとほぼ同じように作用する。サイクリックを前方に動かすと、機首が下がり、高度が低下して速度が増加する。サイクリックを後方に動かすと、機首が上がり、速度が低下して高度が上昇する。速度が一定の状態でコレクティブ（パワー）を増加すると上昇し、コレクティブ（パワー）を減少させると降下する。これら2つの操作を組み合わせ、コレクティブを下げながらサイクリックを後方に操作したり、コレクティブを上げながらサイクリックを前方に操作したりすると、高度を一定に保ちながら速度を変化させることができる。ペダルは、ヘリコプターと固定翼機で同じように作用し、飛行中の釣り合いを保つために用いられる。この釣り合いは、旋回傾斜計のボールが中央に位置するようにペダルを操作することによって達成される。

### オートローテーション
オートローテーションを参照

## 差動ピッチ制御
2つの水平ローターを装備しているヘリコプターにおいては、パイロットの操縦操作に応じて姿勢を変化させるために、それぞれのローターを反対に作動させなければならない場合がある。二重反転式ローター（カモフKa-50など）のように2つのローターが1つのマストに搭載されている場合、同軸ドライブ・シャフト上に上下に配置されたローターが反対方向に回転しているため、ヨー方向の操縦は、旋回しようとしている方向に回転しているローターと反対方向に回転しているローターのコレクティブ・ピッチを同時に増減し、トルクの不均衡を生じさせることによって行われる。
タンデム・ローター（ボーイングCH-47チヌークなど）においては、反対方向に回転する2つのローターが同じ機体の別な場所に搭載され、機首部および尾部にあるマスト内に配置された別個のドライブ・シャフトで駆動されている。この形態においては、コレクティブ・ピッチの差動により、機体全体のピッチ姿勢を変化させる。パイロットがサイクリックを前方に動かして、ノーズを下げ前方に加速させようとした場合には、前方ローターのコレクティブ・ピッチを減少し、後方ローターのコレクティブ・ピッチを反対に増加させることにより、重心周りの回転が生み出される。ヨー方向の操縦は、「サイクリック」ピッチの差動によって行われる。前方ローターのサイクリック・ピッチが所望の方向に傾けられ、後方ローターが反対に傾けられると、機体はその中心を軸に旋回する。
反対に、交差反転式ローターやサイド・バイ・サイド・ローター（ベル・ボーイングV-22オスプレイなど）においては、2つの大きな水平ローターが横に並んで配置されており、コレクティブ・ピッチの差動により機体をロールさせる。ヨー軸の制御は、タンデム・ローターと同様に、サイクリック・ピッチの差動により行われる。